# Wendy Wu - Homecoming Warrior
Wendy Wu - Homecoming Warrior là một Phim nguyên bản của Disney với diễn viên Brenda Song từ phim The Suite Life of Zack & Cody và Shin Koyamada từ phim The Last Samurai. Bộ phim này có trên 5,7 triệu người xem vào lúc cao điểm khiến cho phim Wendy Wu: Homecoming Warrior trở thành phim Disney có lượng người xem cao thứ tám

## Nội dung phim
Một truyền thuyết của Trung Hoa kể lại rằng cứ mỗi 90 năm thì tên quỷ Yan-Lo lại thoát ra được khỏi nhà giam để tiếp tục làm hại mọi người trên thế giới này. Chỉ có nữ chiến binh Yin mới là người có đủ khả năng đánh bại Yan-Lo và bắt giữ hắn. Tuy nhiên, rắc rối nhất là ở chỗ Yin liên tục đầu thai qua nhiều kiếp khác nhau nên cứ 90 năm trên trái đất lại có một nữ chiến binh Yin trong một nhân dạng hoàn toàn mới.
Năm 2006, Yin đang sống tại Fair Springs, California trong hình dáng của cô nữ sinh đáng yêu xinh đẹp Wendy Wu. Tuy nhiên, Wendy Wu lại là 1 cô nữ sinh quá vô tư, ham mua sắm và đang tìm mọi cách để giành được ngôi Nữ hoàng của trường. Khi võ sư Shen tìm gặp cô để giải thích về trách nhiệm của cô với sự sống của thế giới, Wendy không tin rằng đó là sự thật, thậm chí cô còn muốn tránh nhiệm vụ đó đi. Nhưng không lâu sau đó, Wendy lại bắt đầu bộc lộ những năng lực và sức mạnh tiềm ẩn hết sức phi thường. Bằng chứng là cô có thể đá một cú đá bóng của Rồng mà chỉ có những người giỏi Kung Fu mới làm được
Ngay lúc đó, tên quỷ Yan-Lo cũng bắt đầu thực hiện kế hoạch trừ khử Wendy Wu. Hắn lần lượt nhập hồn của hắn vào những người thân của Wendy tiếp cận cô bé đáng yêu. Wendy Wu cũng mau chóng luyện tập Kung-fu cùng Shen, khoá học đã rất thành công nhưng Wendy vẫn hay nghĩ đến vương miện Nữ hoàng. Đến gần ngày giáp mặt với Yan-Lo thì Wendy Wu phát hiện ra cái ngày đó lại trùng với lễ trao vương miện mà cô hằng mong ước. Cuối cùng, cô đã không đi chiến đấu, cô tự trấn an mình: "Thế giới vốn đã là quỷ dữ rồi, Yan Lo có thể chờ". Nhờ những người đồng đội (là các thầy cô giáo được linh hồn các sư phụ già nhập vào để giúp Wendy học võ) báo tin mà cô mới biết được rằng Shen đã một mình tham gia vào cuộc chiến để cứu thế giới. Lúc này, cô mới bắt đầu sợ hãi và vội chạy đến khu bảo tàng nơi Yan Lo và Shen đang đấu tay đôi. Wendy Wu cùng Shen và các nhà sư hợp tác với nhau để đánh bại Yan Lo, lúc cô bị Yan Lo đánh ngã, cũng chính là lúc bà ngoại cô đến để động viên và giúp đỡ cô bằng cách cho cô mặc bộ quần áo của cụ tổ Wendy ngày xưa, khi làm cho Yan Lo ra khỏi Jessica, cô đã nói rằng cô không cần chiếc vương miện nữa vì cô đã có thứ quan trọng hơn nhiều. Khi Yan Lo hiện hình dưới hình dạng thật của hắn, hắn đã mạnh lên nhiều, Shen đã phải hy sinh nhưng Wendy đã cứu Shen và dùng sức mạnh của cô để hồi sinh anh. Rồi Wendy và Shen hợp sức lại, cả hai đều đã đánh bại được Yan Lo. Yan Lo đã bị tiêu diệt hoàn toàn và Shen sống kiếp cuối cùng của mình với gia đình của Wendy.

## Diễn viên-Nhân vật
- Brenda Song - Wendy Wu
- Shin Koyamada - Shen
- Justin Chon - Peter Wu
- Andy Fischer-Price - Austin
- Anna Hutchinson - Lisa
- Paul Willis - Principal Nunan
- Michael Saccente - Mr. Garibay
- James Gaylyn - Mr. Medina
- Sally Stockwell - Coach Gibbs
- Timothy Raby - Mr. Tobias
- Ellen Woglom - Jessica Dawson
- Sally Martin - Tory
- Tsai Chin - Grandma Wu
- Geoff Dolan - Security Guard
Với nhiều tư thế võ đẹp sẽ làm cho người coi rất thích thú, nhất là thu hút nhiều thiếu nhi và cũng là bài học hay bổ ích nói về tình đoàn kết giữa bạn bè